# Eberhard I. (Bamberg)
Eberhard (* um 973; † 13. August 1040 in Bamberg) war von 1007 bis 1040 der erste Bischof von Bamberg.

## Herkunft und Karriere
Eberhard stammte wahrscheinlich aus der Familie der Grafen von Abenberg und war vielleicht ein Neffe des Bistumsgründers König Heinrichs II. Seit 1006 ist er als Kanzler für Deutschland und Italien belegt, dieses Amt behielt er zunächst auch nach der Gründung des Bistums Bamberg am 1. November 1007 und seiner Weihe zum Bischof. Auch als Kanzler für Italien von 1009 bis Ende 1012 blieb er weiterhin enger Ratgeber des Königs. Nach dem Tode des Mainzer Erzbischofs Willigis († 1011) erhielt er zu Beginn des Jahres 1013 das Amt des Erzkanzlers für Italien. In dieser Stellung blieb er bis zum Tod des Kaisers Heinrich II. im Jahr 1024. Heinrichs Nachfolger Konrad II. (1024–1039) bestellte als Erzkanzler für Italien Aribo, den Erzbischof von Mainz, der unter Heinrich II. bereits an der Spitze der deutschen Kanzlei gestanden war. Eberhards Einfluss am Hof ging zurück.

## Bischofszeit
Auf einer Synode in Frankfurt am Main gelang es dem König, die Zustimmung der deutschen Bischöfe zur Neugründung eines Bistums zu erhalten, nachdem die Zusage des Papstes seit Oktober 1007 vorgelegen hatte. Der Bischof von Würzburg Heinrich, der sich durch seinen Hofkaplan Berengar vertreten ließ, leistete Widerstand. Der Erzbischof Heribert von Köln, ein Bruder des Würzburger Bischofs, enthielt sich der Stimme. Noch am selben Tag wurde Eberhard, der Kanzler des Königs, durch Erzbischof Willigis von Mainz zum Bischof geweiht. Zu seiner organisatorischen Aufbauarbeit im Bistum gehörten die Gründung des Kanonikerstiftes St. Stephan (1007/1009) und des Benediktinerklosters Michelsberg als bischöfliches Eigenkloster (1015). Die Stiftskirche von St. Stephan wurde 1020 durch Papst Benedikt VIII. geweiht. In den Hammersteinischen Ehehändeln stand Eberhard auf Seiten des Mainzer Erzbischofs Aribo gegen die Kurie, im Gandersheimer Kirchenstreit unterstützte er die Ansprüche des Bischofs Godehard von Hildesheim. Er nahm 1027 an der Synode von Frankfurt teil.
Ob nach der Krönung Konrads II. tatsächlich der Plan bestand, das Bistum Bamberg wieder aufzuheben, wie Ekkehard von Aura berichtet, ist zweifelhaft. Eberhard erhielt bereits im ersten Jahr von Konrads Regierung eine Reihe von Bestätigungen der Besitzungen seiner Kirche.

## Das Bistum und seine Ausstattung
Heinrich schenkte im Mai 1007 seiner bereits im Bau befindlichen Kirche seinen gesamten Besitz im Volkfeld und den karolingischen Königshof Hallstadt im Radenzgau. An die dreißig weitere Schenkungen wurden unter dem Datum der Bistumsgründung, dem 1. November 1007 verbrieft. Dazu gehörten die weit ausgedehnten Besitzungen des Königshofes in Forchheim und die Güter der Reichshöfe Fürth und Hersbruck, Orte in Bayern (z. B. Reichenhall und Isen), im Rheingau, in Schwaben, Kärnten, in der Steiermark und in Oberösterreich. Heinrich überließ dem Bistum weiterhin die Abteien Bergen, Neuburg an der Donau, Gengenbach, Haselbach, Kitzingen, Stein am Rhein. Später kamen die Klöster Schuttern in der Ortenau, Deggingen im Ries und das Kanonikerstift zur Alten Kapelle in Regensburg dazu. Eine weitere Vergrößerung des Bistumsgebietes trat nach dem Tod des Eichstätter Bischofs Megingoz unter Gundekar I. im Jahr 1016 ein. Es kamen die Gebiete zwischen der Schwabach bei Erlangen, der Regnitz, des Ost-West-Verlaufs der Pegnitz und der Wasserscheide in der Gegend von Königstein/Hopfenohe zum Bistum Bamberg hinzu. 1032 kam die Königspfarrei Hof im Norden und 1034 Amberg als Schenkung Konrads dazu.

## Grab
Eberhard I. ist zusammen mit den Bamberger Bischöfen Egilbert, Timo, Wulfing von Stubenberg und Heinrich II. von Sternberg in einem Steinsarg bestattet, der heute an der Südwand der Krypta unter dem Ostchor des Bamberger Doms steht.